# Roxanne Kernohan
Roxane Bridget Kernohan (geborene Furman; * 20. März 1960 in Kanada; † 5. Februar 1993 in Santa Clara, Kalifornien) war eine kanadische Filmschauspielerin. Ihre bekannteste Rolle spielte sie 1988 in dem Film Critters 2 – Sie kehren zurück.

## Leben und Wirken
Kernohan begann ihre Karriere 1988 in dem Low-Budget Slasher-Film Fatal Pulse. Sie spielte 1988 zudem in diversen anderen Filmen mit, einschließlich des Remake Not of This Earth von Roger Corman, dem postapokalyptischem Film She-Wolves of the Wasteland und ihrem bekanntesten Film Critters 2 - Sie kehren zurück, in dem sie die Rolle des Kopfgeldjäger „Lee“ verkörperte. Im selben Jahr erschien die Dokumentation The Decline of the Western Civilization Part II: The Metal Years.
Im Jahr 1989 spielte sie im Actionfilm Tango & Cash und der Playboy-Dokumentation Playboy: Sexy Lingerie. 1990 spielte sie die Hauptrolle in Angel III: The Final Chapter. Ihr letzter Film Scream Queen Hot Tub Party, in dem sie sich selbst spielte, wurde 1991 als Direct-to-Video veröffentlicht.
Kernohan verstarb 1993 infolge von Verletzungen bei einem Autounfall.

## Filmografie
- 1988: Fatal Pulse
- 1988: Critters 2 – Sie kehren zurück (Critters 2: The Main Course)
- 1988: Der Vampir aus dem All (Not of This Earth)
- 1988: She-Wolves of the Wasteland
- 1988: The Decline of Western Civilization Part II: The Metal Years
- 1989: Tango & Cash
- 1989: Playboy: Sexy Lingerie
- 1989: Playboy: Party Jokes
- 1989: LA Guns – Sex Action music video
- 1990: Angel III: The Final Chapter
- 1991: Scream Queen Hot Tub Party